# Blues at Montreux
Blues at Montreux — спільний концертний альбом блюзового піаніста Чемпіона Джека Дюпрі і саксофоніста Кінга Кертіса, випущений лейблом Atlantic в 1973 році. Того ж року альбом номіновано на премію «Греммі».

## Про альбом
Записаний 17 червня 1971 року під час джазового фестивалю в Монтре (Швейцарія). У записі взяли участь піаніст Чемпіон Джек Дюпрі, саксофоніст Кінг Кертіс, гітарист Корнелл Дюпрі, Джеррі Джеммотт на бас-гітарі і ударник Олівер Джексон. Альбом змікшований і відкорегований 10 травня 1972 року Майклом Кускуною на студії Regent Sound Studios в Нью-Йорку.
На момент запису Кертісу було 36 років, а Дюпрі — 61 рік. Запис був зроблений за 3 місяці до трагічної загибелі Кінга Кертіса біля свого будинку в Нью-Йорку.

## Визнання
1973 року Blues at Montreux на 16-й церемонії нагородження премії «Греммі» номінований в категорії «Найкращий запис етнічного або традиційного фолку». Вона стала єдиною номінацією на нагороду «Греммі» в кар'єрі музиканта.

## Список композицій
1. «Junker's Blues» (Чемпіон Джек Дюпрі) — 8:04
2. «Sneaky Pete» (Чемпіон Джек Дюпрі, Кінг Кертіс) — 6:15
3. «Everything's Gonna Be Alright» (Чемпіон Джек Дюпрі, Кінг Кертіс) — 5:26
4. «Get With It» (Чемпіон Джек Дюпрі, Кінг Кертіс) — 3:31
5. «Poor Boy Blues» (Чемпіон Джек Дюпрі, Кінг Кертіс) — 9:24
6. «I'm Having Fun» (Чемпіон Джек Дюпрі, Кінг Кертіс) — 5:18

## Учасники запису
- Чемпіон Джек Дюпрі — фортепіано, вокал
- Кінг Кертіс — альт- і тенор-саксофон
- Корнелл Дюпрі — гітара
- Джеррі Джеммотт — бас-гітара
- Олівер Джексон — ударні

Технічний персонал
- Джоел Дорн, Кінг Кертіс — продюсери
- Несухі Ертегюн — виконавчий продюсер
- Стефен Зульке — інженер звукозапису
- Боб Ліфтін — інженер змішування
- Чемпіон Джек Дюпрі, Кінг Кертіс — аранжування
- Майк Кускуна — змішування, корегування
- Том Генлі — індивідуальні фотографії
- Ів і Жорж Брауншвейг — фотографія гурту
- Іра Фрідлендер — дизайн обкладинки
- Майк Геннессі — текст до обкладинки